# 新渓郡
新渓郡（シンゲぐん）は、朝鮮民主主義人民共和国黄海北道に属する郡。

## 地理
黄海北道の北部に位置する。
隣接する行政区画は以下の通り。
- 北東 - 谷山郡、板橋郡（江原道）
- 東 - 伊川郡（江原道）
- 南東 - 兎山郡
- 南 - 金川郡
- 南西 - 平山郡
- 西 - 瑞興郡
- 北 - 遂安郡

## 歴史
三国時代初頭には高句麗と百済が争った領域である。百済の統治下、この地は沙所兀（サソオル / 사소올）および買且忽（メチャホル / 매차홀）と呼ばれていた。この地に高句麗が勢力を伸張させると、買且忽を改めて水谷城が置かれた。
統一新羅時代、沙所兀は新恩県に改められ、水谷城も県となった。高麗時代、水谷城は俠渓県と改称された。朝鮮王朝成立後の1396年、新恩県と俠渓県が統合され、新渓県が編成された。
1895年の行政区画再編により開城府所属の新渓郡となり（二十三府制）、14坊が属した。翌1896年に黄海道遂安郡となり（十三道制）、14坊が14面に改められている（中面・東面・赤面・余面・水面・麻面・西面・沙面・芝面・古面・多面・村面・栗面）。
韓国併合後の1914年の行政区画再編では、兎山郡の一部（美原面）を編入するとともに、面の統廃合が行われた。その後も数度にわたり面の統合が行われており、1939年時点で、黄海道新渓郡は以下の8面から成っていた。
| - 新渓面 - 신계면【新溪面】 （シンゲ=ミョン） - 古面 - 고면【古面】 （コ=ミョン） - 多栗面 - 다률면【多栗面】 （タリュル=ミョン） - 多美面 - 다미면【多美面】 （タミ=ミョン） | - 麻西面 - 마서면【麻西面】 （マソ=ミョン） - 沙芝面 - 사지면【沙芝面】 （サジ=ミョン） - 赤余面 - 적여면【赤餘面】 （チョギョ=ミョン） - 村面 - 촌면【村面】 （チョン=ミョン） |

朝鮮民主主義人民共和国成立後、1952年12月に行われた行政区画再編によって、沙芝面の一部が遂安郡に、村面が谷山郡にそれぞれ編入され、残る部分が新たな新渓郡（1邑24里）として再編成された。新溪邑は旧新渓面内に置かれている。

### 年表
この節の出典
- 1914年4月1日 - 郡面併合により、黄海道兎山郡の一部(美原面)が新渓郡に編入。新渓郡に以下の面が成立。(9面)
  - 中東面・赤余面・美水面・麻西面・沙芝面・古面・多面・村面・栗面
- 1917年 - 中東面が新渓面に改称。(9面)
- 1939年 (8面)
  - 栗面および多面の一部が合併し、多栗面が発足。
  - 美水面および多面の残部が合併し、多美面が発足。
- 1952年12月 - 郡面里統廃合により、黄海道新渓郡新渓面・古面・多美面・多栗面・麻西面・赤余面および沙芝面の一部地域をもって、新渓郡を設置。新渓郡に以下の邑・里が成立。(1邑24里)
  - 新渓邑・馬山里・陵水里・太乙里・天開里・丁峯里・汪塘里・中山里・金城里・楸川里・新星里・芙蓉里・歌舞里・白谷里・砧橋里・亀洛里・支石里・銀店里・泉谷里・大井里・花野里・沙井里・大坪里・花城里・院橋里
- 1954年10月 - 黄海道の分割により、黄海北道新渓郡となる。(1邑24里)
  - 馬山里の一部が汪塘里・白谷里に分割編入。
  - 汪塘里の一部が馬山里に編入。
  - 金城里の一部が中山里に編入。
- 1961年3月 (1邑24里)
  - 院橋里の一部が陵水里に編入。
  - 砧橋里の一部が亀洛里に編入。
- 1963年11月 - 花城里・院橋里の各一部が合併し、大成里が発足。(1邑25里)
- 1965年1月 - 大成里の一部が谷山郡海浦里に編入。(1邑25里)
- 1965年7月 - 谷山郡海浦里を編入。(1邑26里)
- 1967年10月 (1邑27里)
  - 大成里の一部が分立し、新興里が発足。
  - 陵水里の一部が新渓邑・馬山里・支石里に分割編入。

## 行政区画
2002年10月現在、新渓郡は1邑27里からなる。
| - 新渓邑 - 신계읍【新溪邑】 （シンゲウプ） - 歌舞里 - 가무리【歌舞里】 （カムリ） - 亀洛里 - 구락리【龜洛里】 （クランニ） - 金城里 - 금성리【金城里】 （クムソンニ） - 大成里 - 대성리【大成里】 （テソンニ） - 大井里 - 대정리【大井里】 （テジョンニ） - 大坪里 - 대평리【大坪里】 （テピョンニ） - 陵水里 - 릉수리【陵水里】 （ルンスリ） - 馬山里 - 마산리【馬山里】 （マサンニ） - 白谷里 - 백곡리【白谷里】 （ペッコンニ） - 芙蓉里 - 부용리【芙蓉里】 （プヨンニ） - 沙井里 - 사정리【沙井里】 （サジョンニ） - 新星里 - 신성리【新星里】 （シンソンニ） - 新興里 - 신흥리【新興里】 （シヌンニ） | - 汪塘里 - 왕당리【汪塘里】 （ワンダンニ） - 院橋里 - 원교리【院橋里】 （ウォンギョリ） - 銀店里 - 은점리【銀店里】 （ウンジョムニ） - 丁峯里 - 정봉리【丁峯里】 （チョンボンニ） - 中山里 - 중산리【中山里】 （チュンサンニ） - 支石里 - 지석리【支石里】 （チソンニ） - 天開里 - 천개리【天開里】 （チョンゲリ） - 泉谷里 - 천곡리【泉谷里】 （チョンゴンニ） - 楸川里 - 추천리【楸川里】 （チュチョンニ） - 砧橋里 - 침교리【砧橋里】 （チムギョリ） - 太乙里 - 태을리【太乙里】 （テウルリ） - 海浦里 - 해포리【海浦里】 （ヘポリ） - 花城里 - 화성리【花城里】 （ファソンニ） - 花野里 - 화야리【花野里】 （ファヤリ） |

## 交通

### 鉄道
- 青年伊川線
  - 砧橋駅 - 新渓駅 - 丁峰駅